# 今市地震
座標: 北緯36度43.1分 東経139度46.9分 / 北緯36.7183度 東経139.7817度
今市地震（いまいちじしん）は、1949年（昭和24年）12月26日に発生した栃木県今市市（現在の日光市）鶏鳴山付近を震源とする内陸地殻内地震。8時17分 M6.2と8時24分 M6.4の地震が8分の間隔をおいて続けて発生した。地表断層は出現せず、余震は、翌年3月下旬頃まで続いた。
当時はまだ限られた市町村にしか震度観測点がなく（周辺では日光市・宇都宮市のみ）、震度計で観測された最大震度は4だったが、震源に近い今市市付近では震度6程度の揺れであったと推定されており、甚大な被害が発生している。

## 各地の震度
午前8時17分に発生したM6.2の地震において、震度4以上の揺れを観測した地点は次の通り。
| 震度 | 都道府県 | 観測所     |
| ---- | -------- | ---------- |
| 4    | 茨城県   | 水戸・柿岡 |
| 4    | 埼玉県   | 熊谷       |

午前8時24分に発生したM6.4の地震において、震度4以上の揺れを観測した地点は次の通り。
| 震度 | 都道府県 | 観測所       |
| ---- | -------- | ------------ |
| 4    | 茨城県   | 水戸・柿岡   |
| 4    | 栃木県   | 日光・宇都宮 |
| 4    | 埼玉県   | 熊谷         |

## 主な被害
- 栃木県内で死者10名[6][7]、負傷163名。資料によっては死者8名[8]。
- 家屋の全壊家屋290棟[6]、半壊家屋2994棟[6]。ただし、家屋の全壊は908戸、半壊5301戸との記録も有る。
  - 被害区分の判定が復旧費用に着目し算定しているため被害戸数が著しく増大していると指摘されている[1]。従来基準で判定した場合、全壊家屋は数件であった[1]。
  - 6つある宇都宮市水道今市水系の接合井の大半が倒壊し、第六号接合井だけが無事であった[9]。
- 60数カ所で山崩れ。
  - 急斜面での表層崩壊と降下火砕物で覆われた緩斜面の崩壊が生じた[10]。特に、震央付近を流れる「行川」「黒川」「大芦川」流域の洪積層地質域に崩壊被害が集中した[11]。

- 鉄道
  - 国鉄 - 日光線今市駅大破、線路被害軽微[8]。
  - 東武線 - 日光線明神 - 上今市間、鬼怒川線大谷川鉄橋に顕著な被害[8]。

## 地質学
フォッサマグナの東縁とされる柏崎千葉構造線の線上にあり、関東地方北部の日光・足尾地域から群馬県県境にかけては震源が比較的浅い地震が多く、現在でも活発な活動が続いている。